# Уорн, Шейн
Шейн Кейт Уорн (англ. Shane Keith Warne, 13 сентября 1969 — 4 марта 2022) — австралийский крикетист, игравший на позиции подающего.

## Биография
Шейн Уорн родился в пригороде Мельбурна в Фитцой 13 сентября 1969 года в семье Бриджит и Кита Уорн. Его мать была немкой.
Он посещал Среднюю школу Хэмптона с 7 по 9 класс, прежде чем ему предложили спортивную стипендию для посещения школы Ментоун Граммар, где он провёл последние три года учёбы.
Первые награды Уорн получил в 1983—1984 годах, когда он представлял крикетный клуб Мельбурнского университета в тогдашнем соревновании Викторианской ассоциации крикета до 16 лет.

### Смерть
Шейн Уорн умер от острого инфаркта миокарда 4 марта 2022 года на своей вилле на острове Самуи в Таиланде. Ему было 52 года.

## Личная жизнь
Шейн Уорн был женат на Симон Каллахан с 1995 по 2005 год, у него было трое детей: Саммер, Джексон и Брук.